# Вак (мыза, Ляэне-Вирумаа)
Вак, также Вакк (нем. Wack, В́ао, эст. Vao mõis) — рыцарская мыза (имение), расположенная территории волости Вяйке-Маарья уезда Ляэне-Вирумаа, Эстония. Согласно историческому административному делению мыза относилась к приходу Вяйке-Маарья  в Вирумаа, в годы Российской империи находилась на территории Эстляндской губернии и относилась к приходу Мало-Мариен (старорусс. Мало-Марiенъ).

## История
В 1286 году датский король Эрик VI Менвед пожаловал братьям Йоханнесу (Johannes), Йорданиусу (Jordanius) и Хенрикусу (Henricus) Вакке земли в Вирумаа, которыми владел их отец. 
В XV веке на территории современной волости Вяйке-Маарья как центр земельного владения (мызы) был построен замок, получивший своё название по фамилии его собственников (некоторые исследователи относят его ко второй половине XIV века). Первые письменные сведения о замке появляются в 1442 году. Замок сохранился в более или менее первоначальном виде до наших дней, являясь одним из наиболее хорошо сохранившихся небольших средневековых вассальных замков в Эстонии.
Вакке владели мызой примерно до конца XV века (предположительно до упадка семьи). В 1586 году мыза имела свою мельницу, ей принадлежали деревни Вао (Вак) и Ризу (Ризо) и земли старинной мызы (по всей вероятности, современная деревня Мыйзамаа). Площадь мызы Вак составляла 30 гаков. 
В XVI  веке — начале XVII века мыза принадлежала вирумааскому вассальному роду Ведевес, в частности  Йохану Ведевесу (Johan Wedewes), павшему в сражении под Поркуни в годы Ливонской войны, и Бруну Ведевесу (Brun Wedewes). Затем мызой владели следующие дворянские семейства: Бремены, Будберги, Анрепы и Гельфрейхи. В 1774 году мызу приобрёл Карл Георг Эдлер фон Ренненкампф (Carl Georg von Rennenkampff), и Ренненкапфы были её собственниками почти двести лет, до земельной реформы 1919 года. Центральная часть мызы вместе с небольшим участком земли оставалась в их владении до переезда в Германию в 1939 году. 
После того, как главное здание мызы сгорело в 1918 году, дворянская семья переехала жить в дом управляющего.
В советское время некоторые мызные постройки использовались колхозом «Вао», после его ликвидации в начале 1990-х годов — металлообрабатывающим предприятием «Vao Metall». 

## Мызный комплекс
В 1770—1780-х годах рядом с вассальным замком был возведён новый мызный комплекс в стиле барокко. Главное здание мызы (господский особняк) представляло собой одноэтажный деревянный дом, площадка перед которым была обрамлена амбаром (1774 г.) и каретником-конюшней (1783 г.). Напротив дома находилась сторожка, к которой шла дорога, ведущая на мызу со стороны посёлка Вяйке-Маарья. Остальные хозяйственные мызные постройки располагались неподалёку. 
Главное здание мызы сгорело в 1918 году, от него сохранились только подвальные помещения и заросший кустарником фундамент. 
В 1998 году 15 объектов мызного комплекса были внесены в Государственный регистр памятников культуры Эстонии как памятники архитектуры:
- башня-замок. В 1986 году отреставрирован по инициативе правления колхоза «Вао». При инспектировании 9 мая 2024 года его состояние признано хорошим[5];
- дом управляющего. Построен в 1795 году. Одноэтажное массивное оштукатуренное каменное строение симметричного плана с двускатной крышей и мансардой. При инспектировании 9 мая 2024 года состояние дома оценивалось как плохое[7];
- каретник-конюшня. Построена в 1744 году, расширена в 1850—1860-х годах. Длинное, величественное строение из плитняка с девятистворчатым сводом. Оштукатурено известковой штукатуркой, покрыто высокой двускатной крышей. При инспектировании 9 мая 2024 года состояние признано удовлетворительным[8];
- амбар. Построен в 1780 или 1783 году. Первоначальная полувальмовая крыша во второй половине 19-го столетия была заменена на двускатную. При инспектировании 9 мая 2024 года состояние строения признано плохим[9];

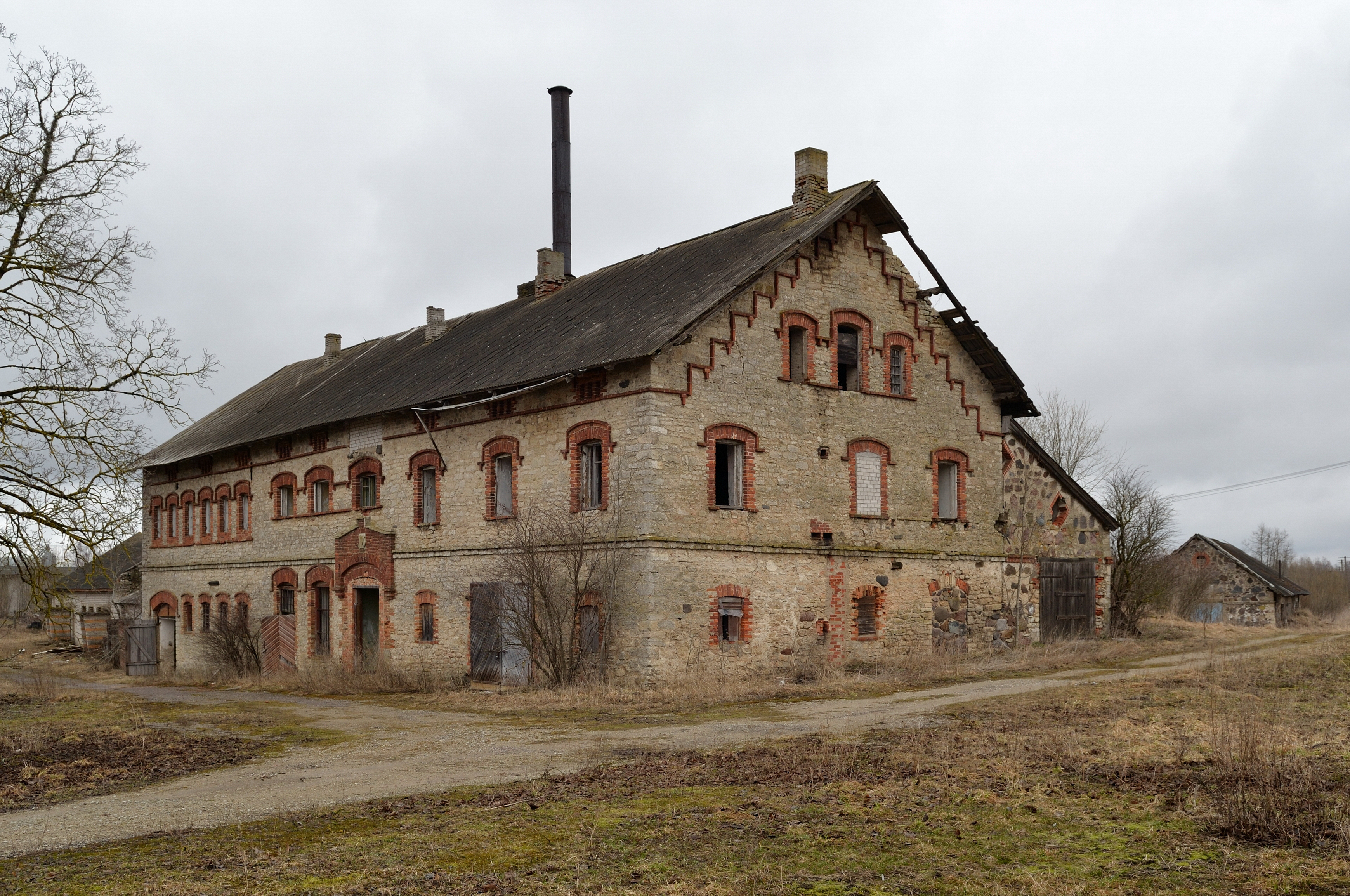
Водочная фабрика в 2012 году

- водочная фабрика. Построена в 1864 году, расширена в  1900 году. Представляет собой так называемый коронный историзм. Массивное двухэтажное здание из плитняка с кирпичными оконными и дверными рамами и другими декоративными деталями. У основания карниза — узкий кирпичный пояс, ступенчатый с торца; над оконными проёмами узкие арочные фронтоны. При инспектировании 4 февраля 2025 года состояние здания признано плохим[10];
- коровник. Построен в середине 19-го столетия. Длинное здание из плитняка с тонким слоем штукатурки. Имеет двускатную крышу и  Г-образный план. При инспектировании 9 мая 2024 года состояние оценено как удовлетворительное[11];
- сушилка. Построена в последней четверти 19-го столетия. Использовалась по назначению ещё в годы существования колхоза. Горела в 1984—1985 годах, при пожаре были разрушены кровля и несущие конструкции. Владелец построил новую крышу и покрыл её этернитом. При инспектировании 9 мая 2024 года состояние строения признано плохим[12];
- кузница. Построена во второй половине 19-го столетия. Строение в стиле историзма из тёсаного бутового камня, крыто двускатной крышей. Фасады украшены промежуточными карнизами и декоративной разметкой проёмов. Северо-восточную стену поддерживают два контрфорса из бутового камня. Сохранилась дверь с доской «ёлочкой» и круглой аркой наверху. Также сохранилась часть внутренней обстановки. При инспектировании 9 мая 2024 года состояние строения оценено как плохое[13];

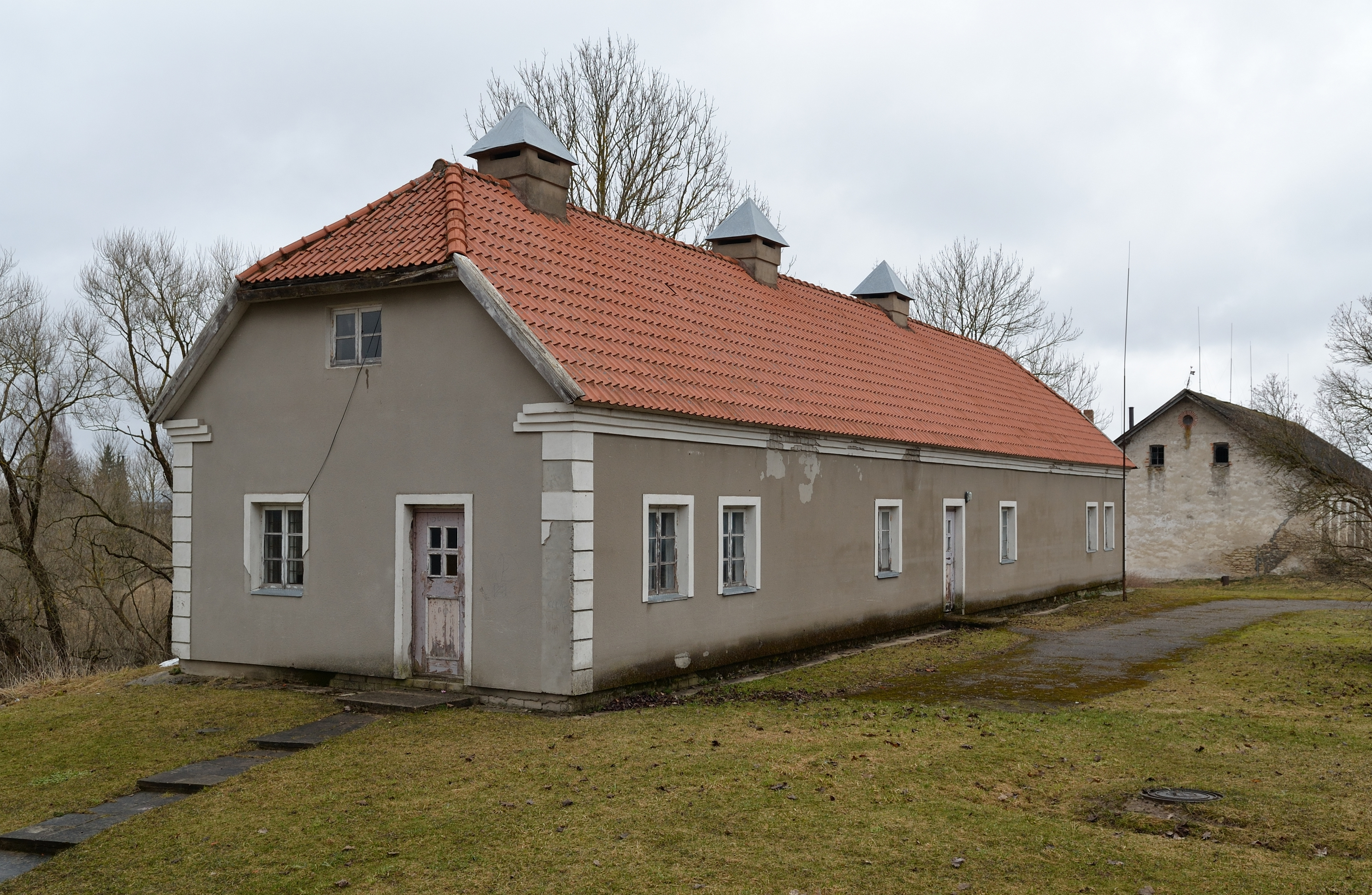
Маслобойня в 2012 году

- маслобойня. Построена во второй половине 19-го столетия, реставрировалась в конце 1980-х годов силами колхоза «Вао». Одноэтажное каменное оштукатуренное здание. Крыша полувальмовая, с широкими штукатурными карнизами под стрехой и щипцом. Углы с рустовкой, проёмы отмечены лепным обрамлением. При инспектировании 9 мая 2024 года состояние строения признано удовлетворительным[14];
- овин. Построен во второй половине 19-го столетия. Крупное строение из плитняка с высокой двускатной крышей, оштукатурено. При инспектировании 9 мая 2024 года состояние строения признано аварийным[15];
- хлев. Построен в середине 19-го столетия. Длинное здание из плитняка с тонким слоем штукатурки. Крыто высокой двускатной крышей. При инспектировании 9 мая 2024 года строение признано разрушившимся[16];
- склад. Построен в последней четверти 19-го столетия. Четырёхэтажное здание из плитняка с двускатной крышей. Третий этаж из красного кирпича является более поздней пристройкой. При инспектировании 9 мая 2024 года состояние строения оценено как плохое[17];
- противопожарный сарай. Построен в конце 19-го столетия. Одноэтажное каменное оштукатуренное здание с двускатной крышей, предназначенное для хранения противопожарного оборудования. На переднем фасаде три большие двусторонние двери в «ёлочку». При инспектировании 9 мая 2024 года состояние строения признано плохим[18];
- баня. Построена вероятно в конце 19-го столетия из декоративно уложенных тёсаных бутовых камней разных размеров, крыто двускатной крышей. При инспектировании 9 мая 2024 года состояние строения признано плохим[19];
- ветряная мельница[20].

## В кинематографе
В августе 2020 года в башне-замке Вак снимались кадры второй части кинотрилогии «Аптекарь Мельхиор» — фильма «Аптекарь Мельхиор. Призрак».

## Галерея

Строения мызы Вак (Вао) в 2012 году (памятники архитектуры)
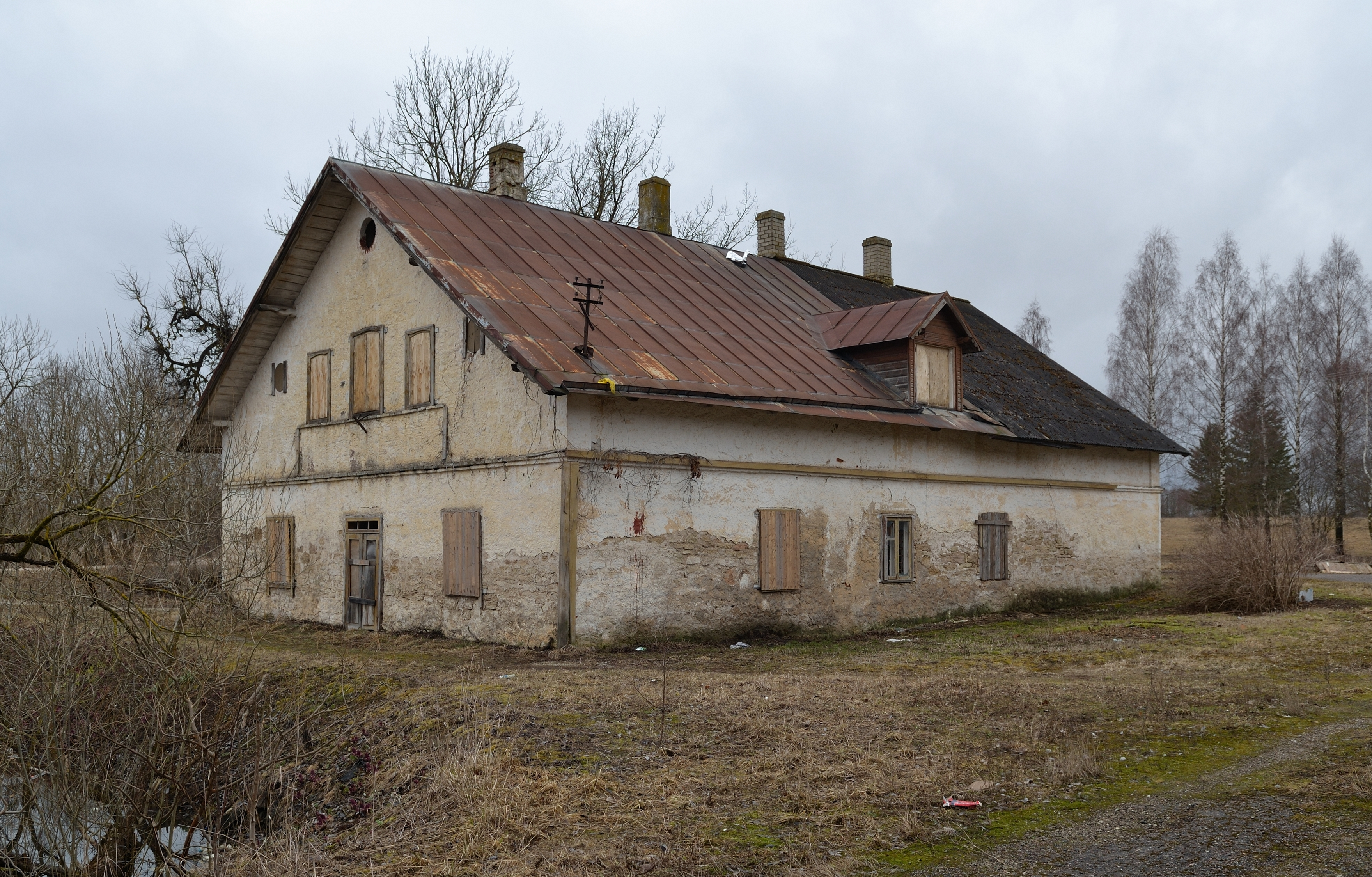
Дом управляющего
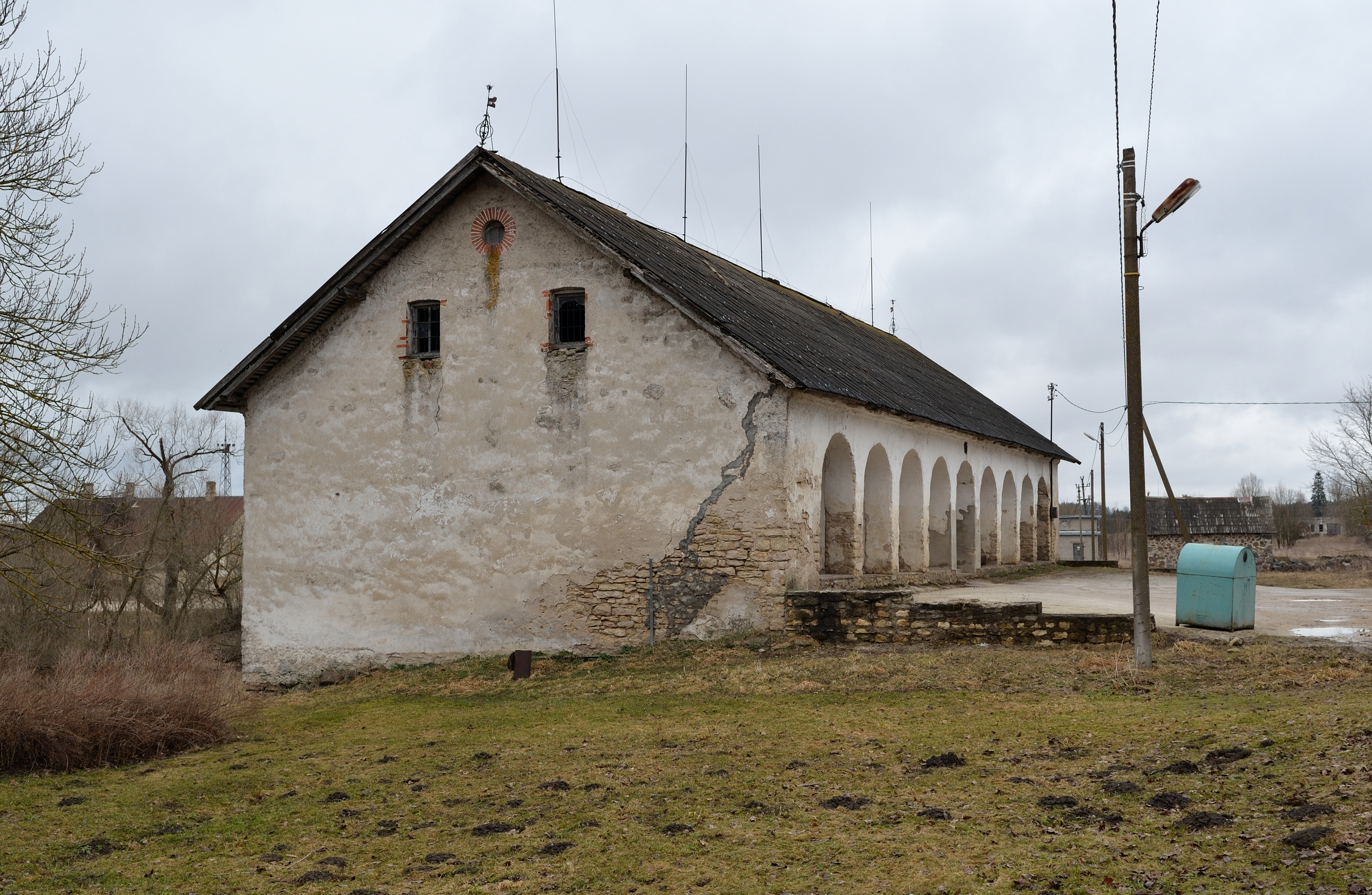
Амбар
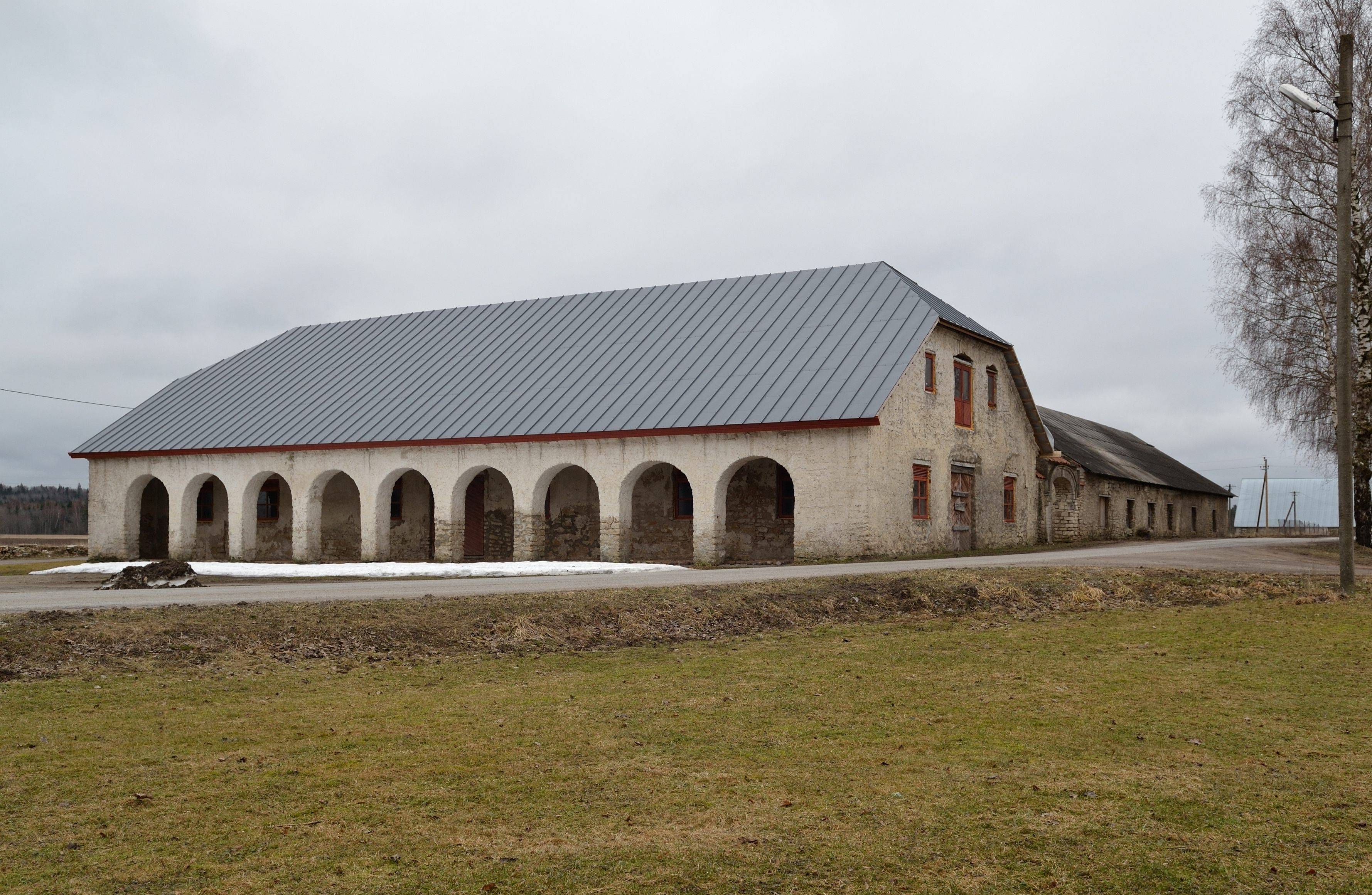
Каретник-конюшня
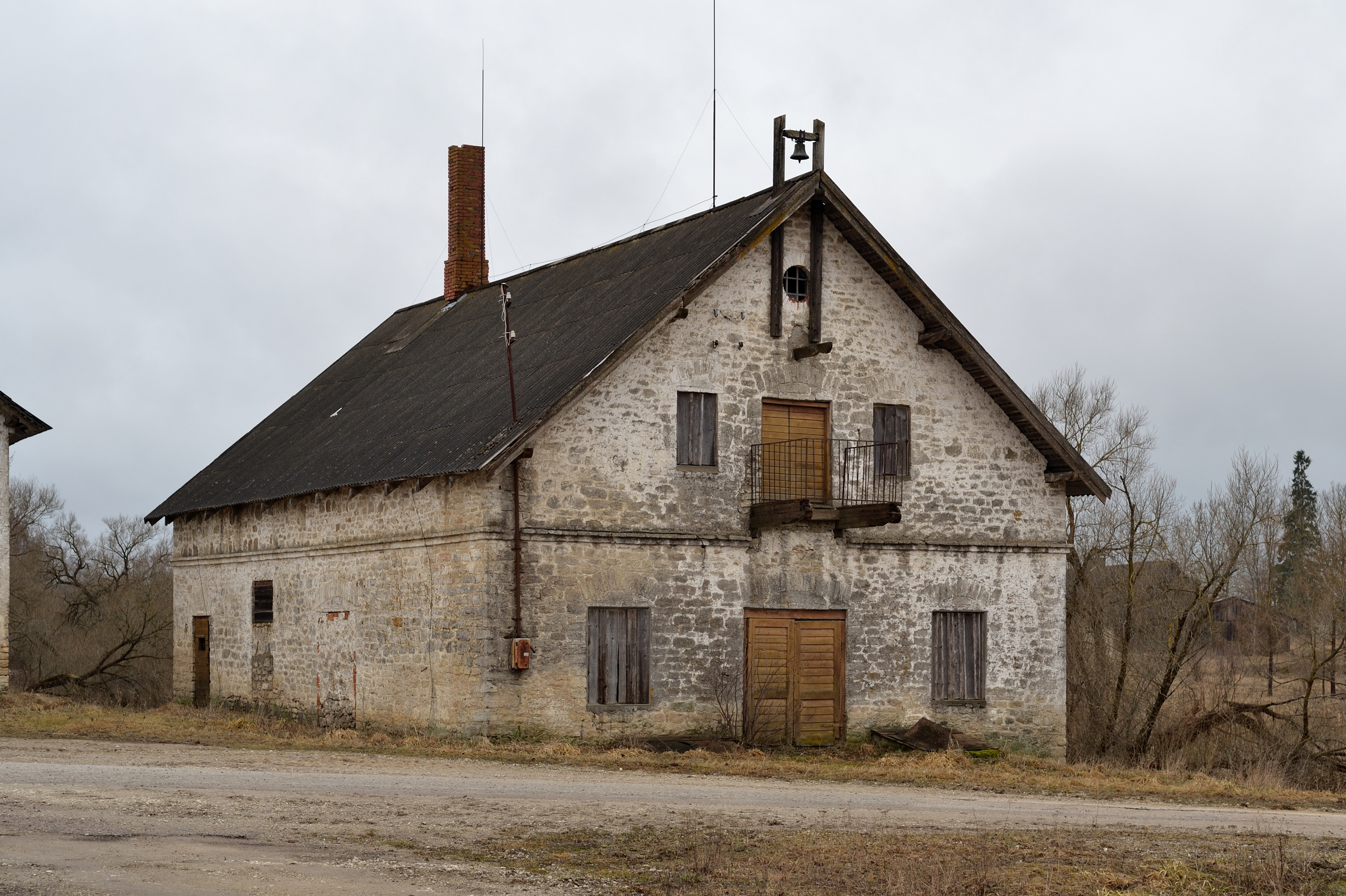
Сушилка
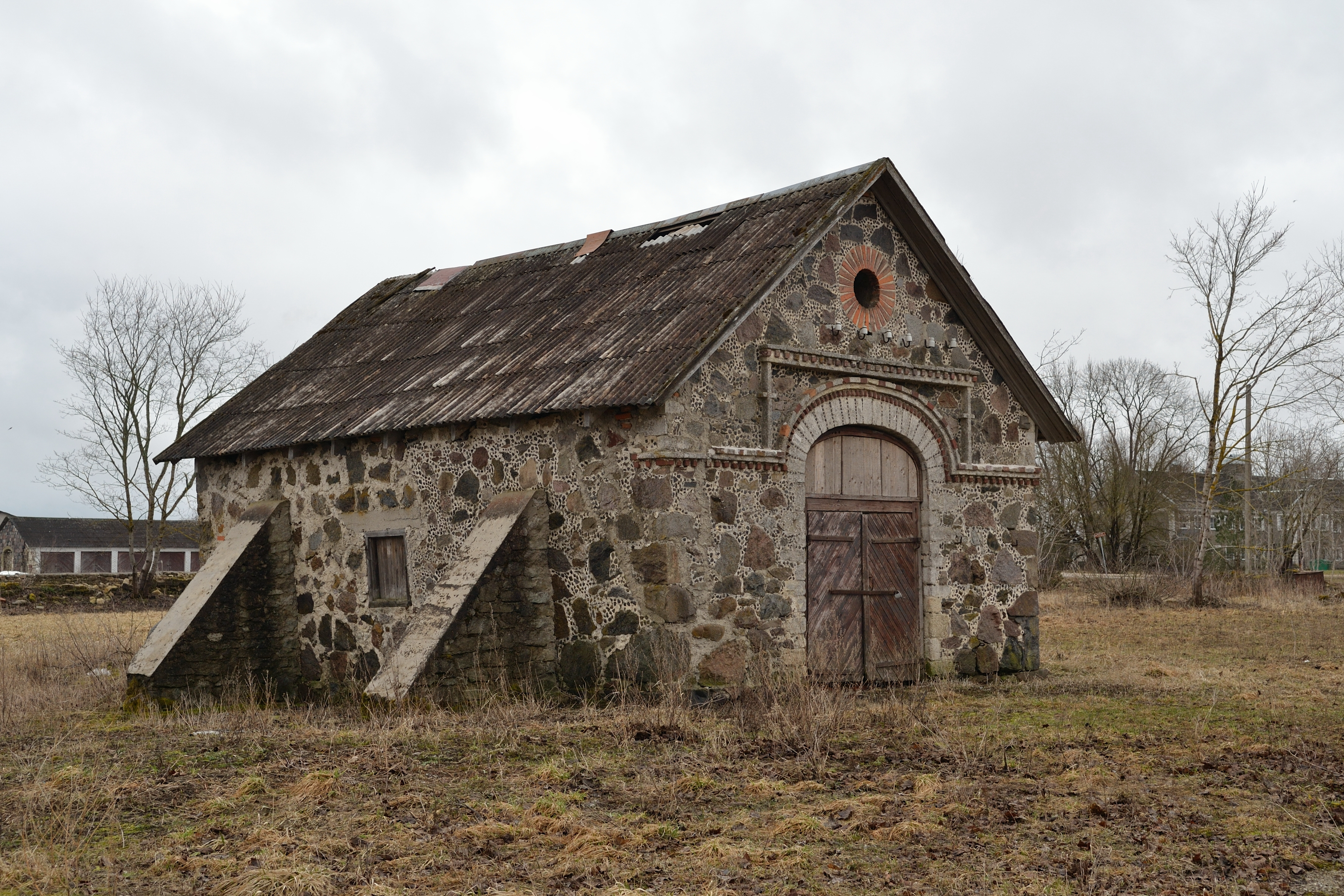
Кузница
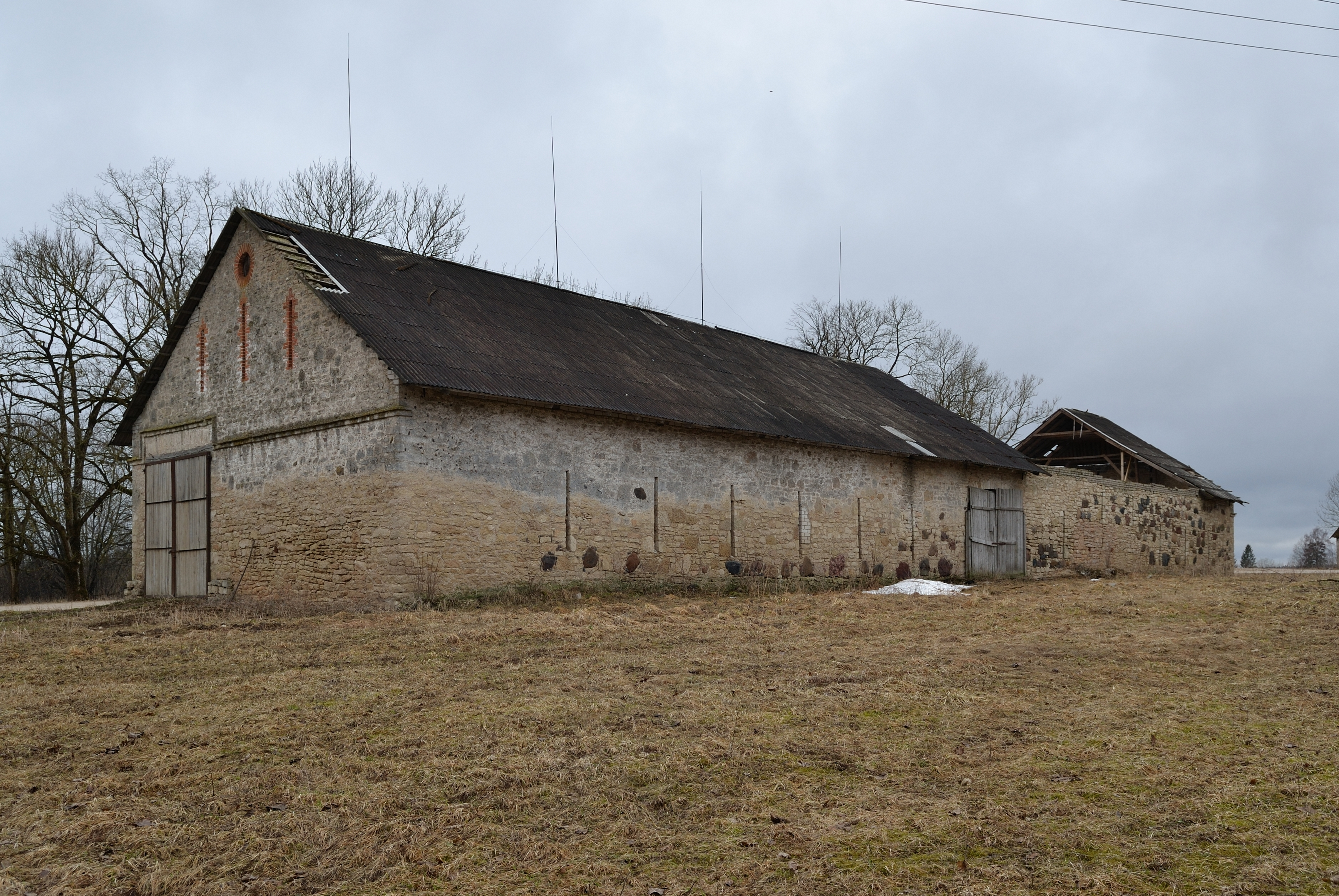
Овин
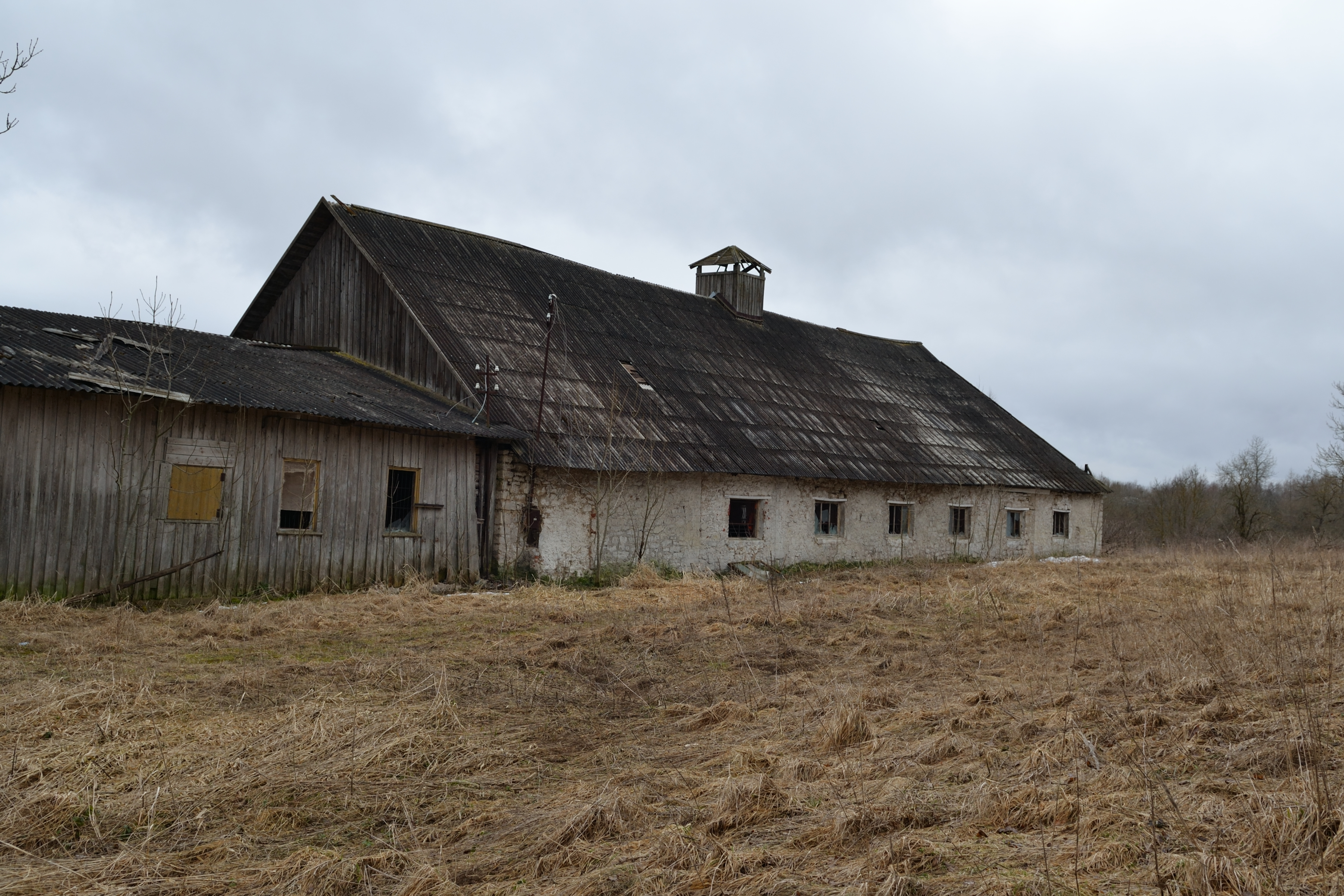
Хлев
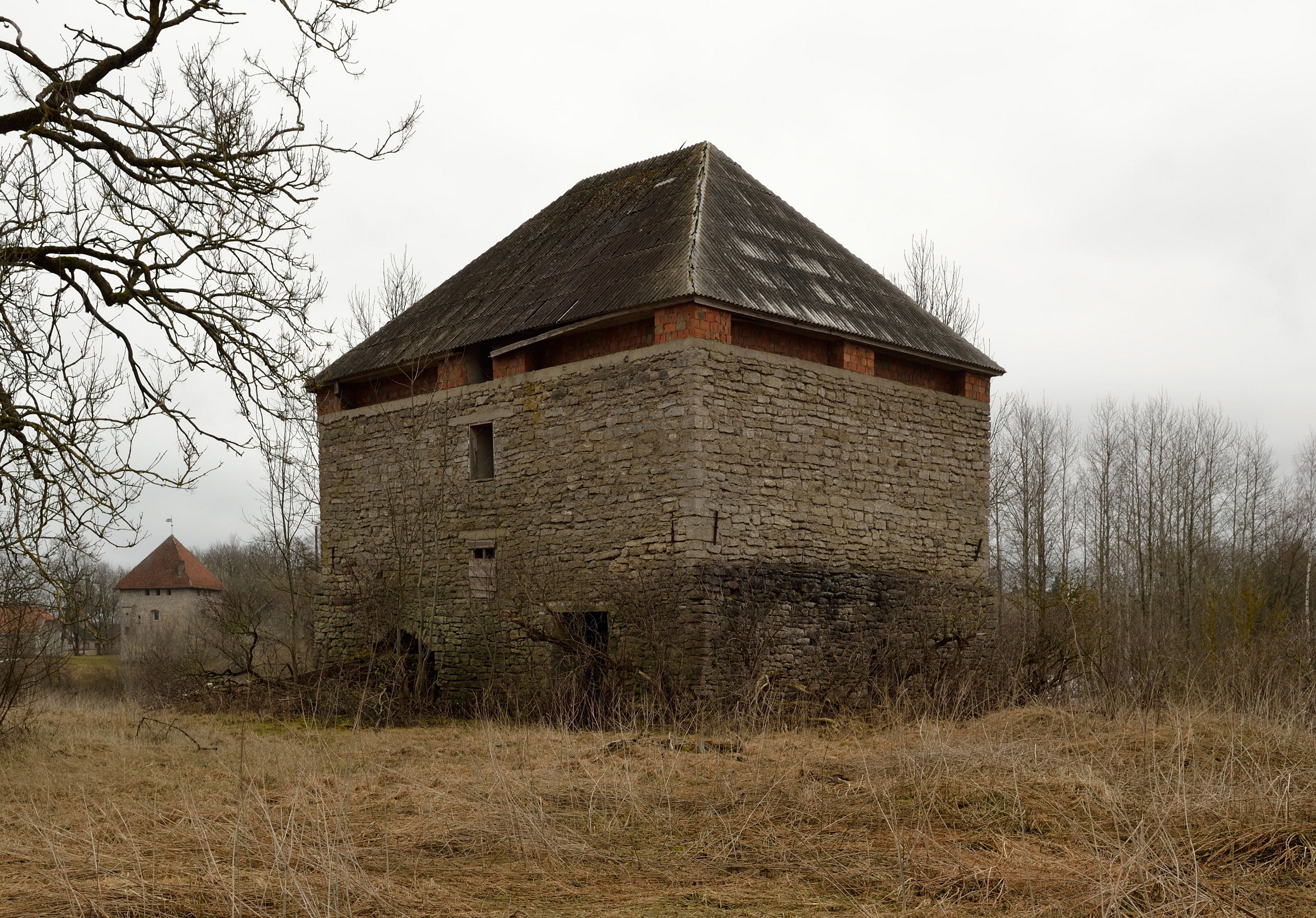
Склад
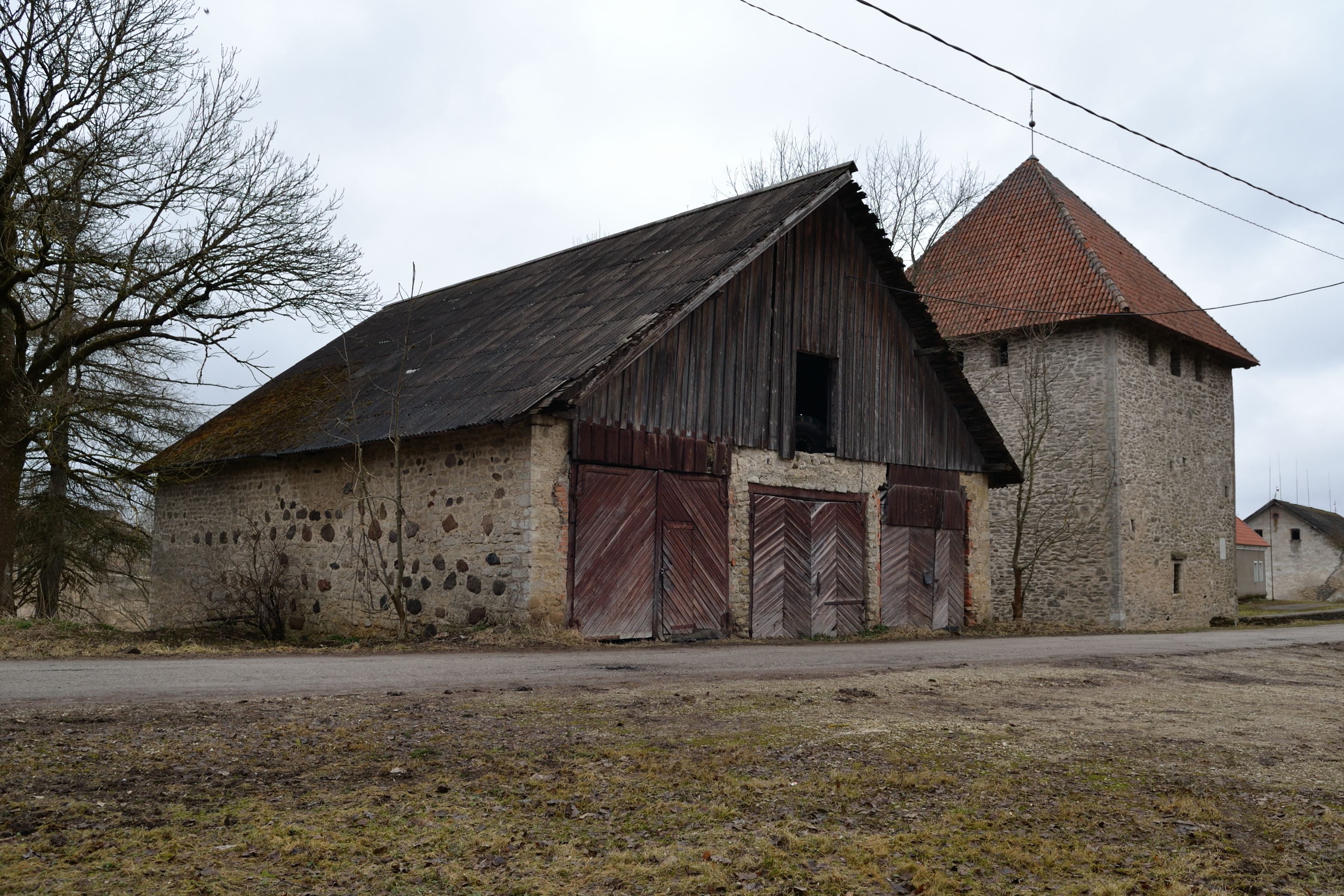
Противопожарный сарай
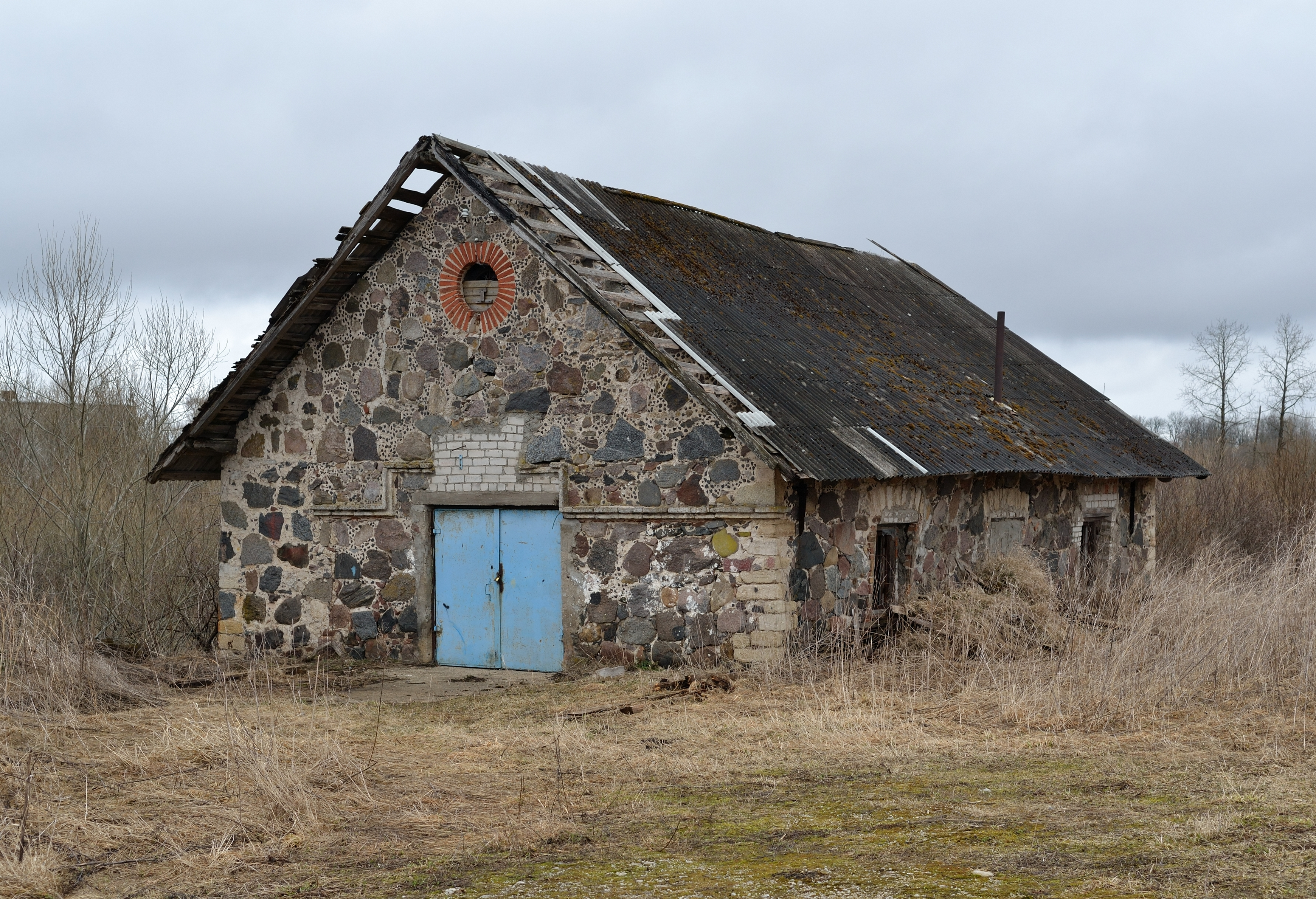
Баня
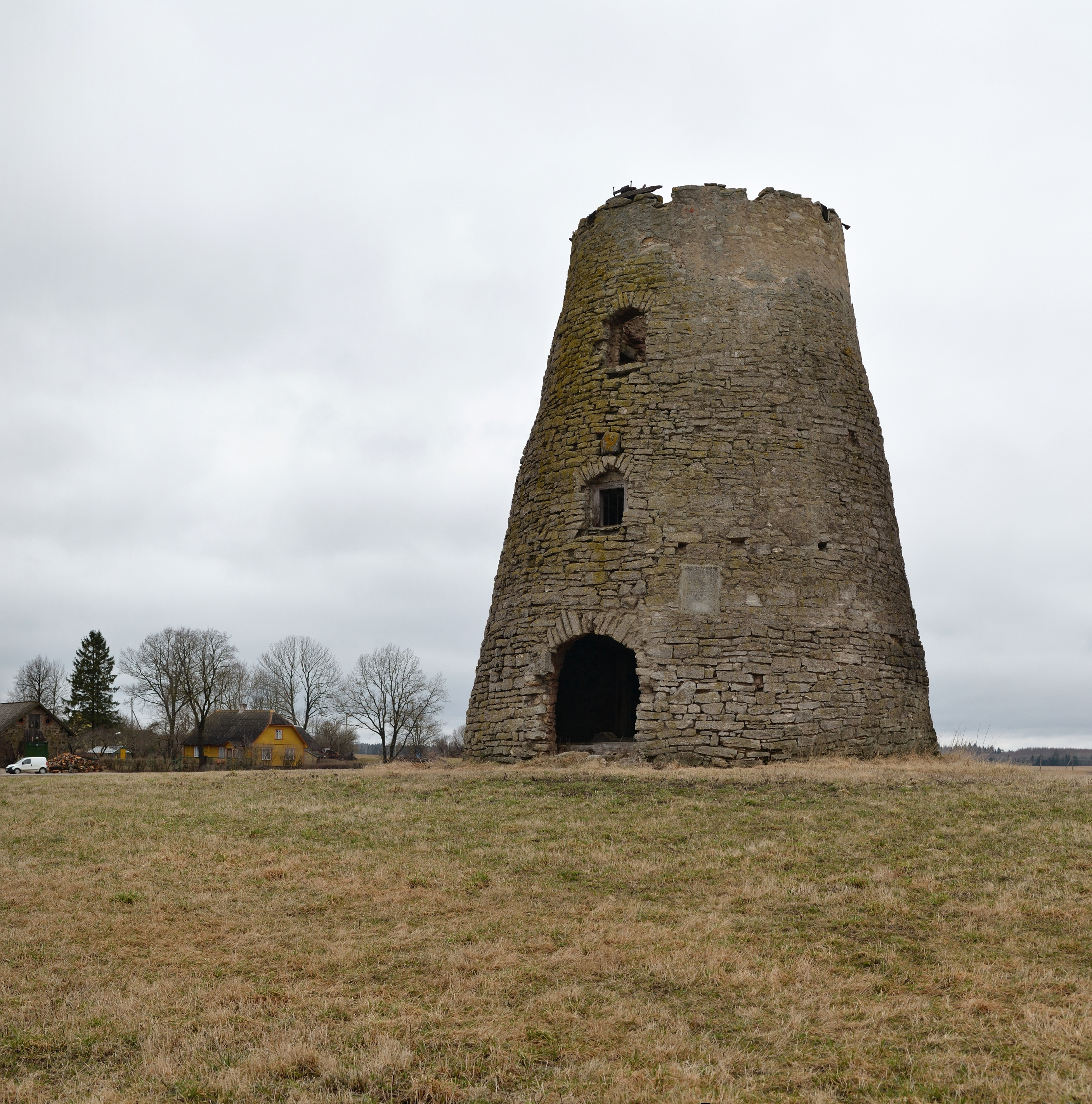
Ветряная мельница